# Fußball-Weltmeisterschaft der Frauen 1999/Deutschland
Dieser Artikel behandelt die deutsche Nationalmannschaft bei der Fußball-Weltmeisterschaft der Frauen 1999 in den USA.

## Qualifikation

### Gruppenspiele
| Deutschland – England                                                                                   | 3:0 (1:0) |
| 1:0 Meyer (13.), 2:0 Smisek (68.), 3:0 Prinz (75.)                                                      |           |
| Deutschland – Norwegen                                                                                  | 1:0 (1:0) |
| 1:0 P. Wunderlich (7.)                                                                                  |           |
| Niederlande – Deutschland                                                                               | 1:0 (0:0) |
| 1:0 Noom (55.)                                                                                          |           |
| England – Deutschland                                                                                   | 0:1 (0:1) |
| 0:1 Smisek (33.)                                                                                        |           |
| Deutschland – Niederlande                                                                               | 2:1 (0:1) |
| 0:1 Migchelsen (45.), 1:1 Voss (80.), 2:1 Koning (82., ET)                                              |           |
| Norwegen – Deutschland                                                                                  | 3:2 (2:1) |
| 1:0 Gulbrandsen (14.), 2:0 Riise (38.), 2:1 Prinz (41.), 3:1 Gulbrandsen (68.), 3:2 P. Wunderlich (88.) |           |

### Relegation
Da die deutsche Mannschaft nur Gruppenzweiter wurde, musste die Mannschaft gegen den Zweiten der Gruppe 1, die Ukraine, zwei Relegationsspiele bestreiten.
| Deutschland – Ukraine                                                                                | 5:0 (2:0) |
| 1:0 Smisek (3.), 2:0 C. Müller (43.), 3:0 Prinz (53.), 4:0 Prinz (77.), 5:0 Hoffmann (81., Elfmeter) |           |
| Ukraine – Deutschland                                                                                | 1:1 (0:1) |
| 0:1 Prinz (19.), 1:1 Frischko (50.)                                                                  |           |

## Aufgebot
| Nr.        | Name                   | Verein vor WM-Beginn   | Geburtstag | Spiele   | Tore     | Rote Karte | Gelb-Rote Karte | Gelbe Karte |
| Torhüter   | Torhüter               | Torhüter               | Torhüter   | Torhüter | Torhüter | Torhüter   | Torhüter        | Torhüter    |
| ---------- | ---------------------- | ---------------------- | ---------- | -------- | -------- | ---------- | --------------- | ----------- |
| 15         | Nadine Angerer         | FC Wacker München      | 10.11.1978 | 0        | 0        | 0          | 0               | 0           |
| 01         | Silke Rottenberg       | Sportfreunde Siegen    | 25.01.1972 | 4        | 0        | 0          | 0               | 0           |
| Abwehr     |                        |                        |            |          |          |            |                 |             |
| 19         | Nicole Brandebusemeyer | Grün-Weiß Brauweiler   | 09.10.1974 | 0        | 0        | 0          | 0               | 0           |
| 05         | Doris Fitschen         | 1. FFC Frankfurt       | 25.10.1968 | 4        | 0        | 0          | 0               | 1           |
| 04         | Steffi Jones           | SC 07 Bad Neuenahr     | 22.12.1972 | 4        | 1        | 0          | 0               | 0           |
| 03         | Ariane Hingst          | 1. FFC Turbine Potsdam | 25.07.1979 | 4        | 1        | 0          | 0               | 1           |
| 13         | Sandra Minnert         | FSV Frankfurt          | 07.04.1973 | 3        | 0        | 0          | 0               | 1           |
| 02         | Kerstin Stegemann      | FCR Duisburg           | 29.09.1977 | 1        | 0        | 0          | 0               | 0           |
| 14         | Tina Wunderlich        | 1. FFC Frankfurt       | 10.10.1977 | 1        | 0        | 0          | 0               | 1           |
| Mittelfeld |                        |                        |            |          |          |            |                 |             |
| 06         | Melanie Hoffmann       | FCR Duisburg           | 29.11.1974 | 2        | 0        | 0          | 0               | 0           |
| 16         | Renate Lingor          | 1. FFC Frankfurt       | 11.10.1975 | 3        | 1        | 0          | 0               | 0           |
| 11         | Maren Meinert          | FCR Duisburg           | 05.08.1973 | 4        | 0        | 0          | 0               | 0           |
| 08         | Sandra Smisek          | FCR Duisburg           | 03.07.1977 | 4        | 1        | 0          | 0               | 0           |
| 07         | Martina Voss           | FCR Duisburg           | 22.12.1967 | 1        | 0        | 0          | 0               | 0           |
| 10         | Bettina Wiegmann       | Sportfreunde Siegen    | 07.10.1971 | 4        | 3        | 0          | 0               | 0           |
| 17         | Pia Wunderlich         | 1. FFC Frankfurt       | 26.01.1975 | 4        | 0        | 0          | 0               | 0           |
| Angriff    |                        |                        |            |          |          |            |                 |             |
| 18         | Inka Grings            | FCR Duisburg           | 31.10.1978 | 4        | 3        | 0          | 0               | 0           |
| 20         | Monika Meyer           | 1. FFC Frankfurt       | 23.06.1972 | 3        | 0        | 0          | 0               | 0           |
| 12         | Claudia Müller         | 1. FFC Frankfurt       | 21.05.1974 | 1        | 0        | 0          | 0               | 0           |
| 09         | Birgit Prinz           | 1. FFC Frankfurt       | 25.10.1977 | 4        | 1        | 0          | 0               | 0           |
| Trainer    |                        |                        |            |          |          |            |                 |             |
|            | Tina Theune-Meyer      |                        | 04.11.1953 |          |          |            |                 |             |

## Die deutschen Spiele

### Vorrunde
Deutschland – Italien  1:1 (0:1)
(Pasadena, Rose Bowl Stadium, 18.000 Zuschauer)
Mit einer glücklichen Punkteteilung startete die deutsche Elf in das Turnier. Panico brachte die Italienerinnen nach 36 Minuten in Führung. Den Ausgleich besorgte Bettina Wiegmann in der 61. Minuten per Elfmeter.
Die deutsche Mannschaft spielte in folgender Aufstellung: Rottenberg – Stegemann, Jones, Fitschen, Hingst – Smisek (86. Lingor), Wiegmann, Meinert (82. Meyer), P. Wunderlich – Grings, Prinz
  Deutschland – Mexiko  6:0 (2:0)
(Portland, Civic Stadium, 20.169 Zuschauer)
Mit einer Änderung ging die deutsche Mannschaft in das Spiel gegen den Außenseiter aus Mexiko: Für Kerstin Stegemann rückte Sandra Minnert auf die rechte Verteidigerposition. Inka Grings (10.) und Sandra Smisek (45.) sorgten für eine beruhigende Halbzeitführung. Kurz nach dem Wiederanpfiff erzielte Ariane Hingst mit dem 3:0 die Vorentscheidung. Zwei weitere Treffer durch Grings (57., 90.) und Renate Lingor (89.) führten zum 6:0-Kantersieg. Inka Grings ist bis heute die einzige deutsche Spielerin, die drei Tore in einem WM-Spiel erzielte.
Die deutsche Mannschaft spielte in folgender Aufstellung: Rottenberg – Minnert, Jones, Fitschen, Hingst – Smisek, Wiegmann (69. Hoffmann), Meinert (64. Lingor), P. Wunderlich – Grings, Prinz (75. Müller)
  Deutschland – Brasilien  3:3 (1:2)
(Landover, Jack Kent Cook Stadium, 20.000 Zuschauer)
Für das letzte Gruppenspiel nahm Tina Theune-Meyer wieder eine Veränderung vor. Martina Voss nahm die Position von Sandra Smisek ein. Schon nach acht Minuten ging die deutsche Elf durch Prinz in Führung. Ein Doppelschlag durch Katia da Silva und Sissi (15., 20.) brachte die brasilianische Mannschaft in Front. Kurz nach dem Wiederanpfiff erzielte Bettina Wiegmann per Elfmeter den Ausgleich. Nach 59 Minuten brachte Steffi Jones die deutsche Mannschaft wieder in Führung und der Gruppensieg war zum Greifen nahe. Doch in der letzten Minute sorgte Maicon doch noch für den Ausgleich und Brasilien wurde Gruppensieger. Der deutschen Mannschaft blieb nur Platz zwei. Damit blieb ihr zwar die Reise nach  Foxborough erspart, sie musste aber im Viertelfinale gegen Gastgeber USA antreten. Bettina Wiegmann absolvierte ihr 100. Länderspiel.
Die deutsche Mannschaft spielte in folgender Aufstellung: Rottenberg – Minnert, Jones, Fitschen, Hingst – Voss (29. Smisek), Wiegmann, Meinert, P. Wunderlich (46. T. Wunderlich) – Prinz, Grings (88. Meyer)

### Viertelfinale
Deutschland – USA  2:3 (2:1)
(Landover, Jack Kent Cook Stadium, 54.642 Zuschauer)
Für die verletzte Martina Voss kehrte Sandra Smisek in die Startelf zurück. Das Viertelfinale wurde zu einem spannenden Spiel, bei dem die deutsche Elf an den eigenen Nerven scheiterte. Nach fünf Minuten unterlief Brandi Chastain ein Eigentor. Tiffeny Milbrett sorgte nach 16 Minuten für den Ausgleich. Kurz vor dem Halbzeitpfiff brachte Wiegmann die deutsche Auswahl wieder in Führung, die allerdings nicht lange anhielt. Chastain traf ins richtige Tor (49.) und Fawcett erzielte den Siegtreffer (66.).
Die deutsche Mannschaft spielte in folgender Aufstellung: Rottenberg – Minnert, Jones, Fitschen, Hingst – Smisek (84. Lingor), Wiegmann, Meinert, P. Wunderlich (53. Meyer) – Prinz, Grings (90. Hoffmann)